# Список кораблів та суден ЗС США
Список кораблів та суден ЗС США — перелік кораблів та допоміжних та інших суден, що перебували (перебувають) на озброєнні Військово-морських сил, Берегової охорони, Повітряних сил, армії та інших видів Збройних сил США.

## Військово-морські сили США

### Списки кораблів та суден за призначенням
- Список кораблів та суден ЗС США, що перебувають на службі
- Список сучасних кораблів та суден ВМС США[en]

### Списки кораблів та суден за алфавітом
- Список кораблів та суден ВМС США: A–B[en]
- Список кораблів та суден ВМС США: C[en]
- Список кораблів та суден ВМС США: D–F[en]
- Список кораблів та суден ВМС США: G–H[en]
- Список кораблів та суден ВМС США: I–K[en]
- Список кораблів та суден ВМС США: L[en]
- Список кораблів та суден ВМС США: M[en]
- Список кораблів та суден ВМС США: N–O[en]
- Список кораблів та суден ВМС США: P[en]
- Список кораблів та суден ВМС США: Q–R[en]
- Список кораблів та суден ВМС США: S[en]
- Список кораблів та суден ВМС США: T–V[en]
- Список кораблів та суден ВМС США: W–Z[en]

### Списки кораблів та суден за типами
- Список авіаносців США
- Список ескортних авіаносців США
- Список амфібійних кораблів США
- Список допоміжних суден ВМС США[en]
- Список лінійних кораблів США
- Список лінійних крейсерів США
- Список крейсерів ВМС США[en]
- Список ескадрених міноносців ВМС США
- Список ескортних міноносців ВМС США
- Список фрегатів ВМС США[en]
- Список кораблів протимінної боротьби США[en]
- Список моніторів ВМС США[en]
- Список підводних човнів ВМС США

## Армія США
- Список суден армії США[en]

## Повітряні сили США
- Список суден ПС США[en]

## Берегова охорона США
- Список кораблів та суден Берегової охорони США[en]